# یواس‌اس سگوارسا (وای‌تی‌ام-۳۶۵)
یواس‌اس سگوارسا (وای‌تی‌ام-۳۶۵) (به انگلیسی: USS Segwarusa (YTM-365)) یک کشتی بود که طول آن ۱۰۰ فوت ۰ اینچ (۳۰٫۴۸ متر) بود. این کشتی در سال ۱۹۴۴ ساخته شد.